# Regiunea Autonomă Nagorno-Karabah
Regiunea Autonomă Nagorno-Karabah (în rusă Нагорно-Карабахская автономная область, НКАО; în azeră Дағлыг Гарабағ Мухтар Вилајәти, ДГМВ/Dağlıq Qarabağ Muxtar Vilayəti, DQMV; în armeană Լեռնային Ղարաբաղի Ինքնավար Մարզ, ԼՂԻՄ) a fost o regiune autonomă în cadrul RSS Azerbaidjane, populată în principal de etnici armeni. Conform istoricului Robert Service, în 1921 Iosif Stalin, pe atunci Commisar al Naționalităților în Uniunea Sovietică, a inclus RASS Nahicevan și Karabah sub control Azer pentru a încerca să împace Turcia să se alăture Uniunii Sovietice. Dacă Turcia nu ar fi fost o problemă, Stalin, probabil, ar fi lăsat Karabahul sub control armean. Ca rezultat, Regiunea Autonomă Nagorno-Karabah a fost fondată în cadrul RSS Azerbaidjane la 7 iulie 1923. Conform lui Karl R. DeRouen ea a fost creată ca o enclavă, astfel încât o fâșie îngustă de pământ să o separe de Armenia propriu-zisă. Conform lui Audrey L. Altstadt, granițele regiunii au fost trasate astfel încât să includă satele armene și să excludă pe cât de mult e posibil satele azere, pentru ca zona rezultantă să aibă o majoritate armenenească.